# 행정형법
행정형법(行政刑法)이란 행정목적과 모순되는 행위를 억지하기 위하여 실시되고 있는 형벌법규의 총칙을 말한다.

## 예
- 도로교통법(1984.8.4. 법률 3744호)
- 조세법처벌법

## 참고 문헌
- 손동권, 『체계적 형법연습』, 율곡출판사, 2005. (ISBN 8985177915)